# Salomea Samborówna
Salomea (zm. 3 października między 1312 a 1314) – księżniczka wschodniopomorska, księżna inowrocławska z dynastii Sobiesławiców.

## Życiorys
Była córką księcia wschodniopomorskiego Sambora II i księżniczki meklemburskiej Matyldy.
Z małżeństwa z Siemomysłem, księciem Inowrocławskim pochodziło sześcioro dzieci:
- Eufemia, zmarła w dzieciństwie
- Fenenna, żona króla Węgier Andrzeja III
- Leszek
- Konstancja, opatka zakonu cysterek w Trzebnicy
- Przemysł
- Kazimierz III

Po śmierci męża sprawowała przez kilka lat regencję w księstwie inowrocławskim. Zmarła 3 października w latach 1312-1314.